# Party (canción de Bad Bunny y Rauw Alejandro)
«Party» es una canción de los cantantes puertorriqueños Bad Bunny y Rauw Alejandro, del quinto álbum de estudio de Bad Bunny Un verano sin ti (2022). Fue lanzado originalmente el 6 de mayo de 2022 por Rimas Entertainment junto con el resto de su álbum principal como la undécima pista, antes de su lanzamiento como sexto sencillo oficial el 5 de agosto de 2022.

## Recepción crítica
Billboard clasificó a «Party» como la quinta mejor canción de colaboración en Un verano sin ti porque «funciona por muchas razones: los refrescantes matices nu-disco, dos artistas realmente divertidos y experimentales trabajando juntos. Todos los elementos combinados lo convierten en un "Destacado" en el set».

## Recepción comercial
Después del lanzamiento de Un verano sin ti, «Party» debutó en el número 14 en el Billboard Hot 100 con fecha del 21 de mayo de 2022, convirtiéndose en la quinta pista más alta del álbum detrás de las cuatro canciones, entre los diez primeros «Moscow Mule», «Tití me preguntó», «Después de la playa» y «Me porto bonito» que alcanzaron los puestos 4, 5, 6 y 10, respectivamente.  Además, alcanzó el puesto número 4 en la lista Hot Latin Songs y/o el puesto número 8 en Billboard Global 200.

## Posicionamiento en listas
| Lista (2022)                     | Mejor posición |
| -------------------------------- | -------------- |
| Argentina Hot 100 (Billboard)    | 33             |
| Bolivia (Billboard)              | 5              |
| Chile (Billboard)                | 6              |
| Colombia (Billboard)             | 6              |
| Ecuador (Billboard)              | 4              |
| España (Top 100 Canciones)       | 7              |
| Hot 100 (Billboard)              | 14             |
| Hot Latin Songs (Billboard)      | 4              |
| Latin Rhythm Airplay (Billboard) | 20             |
| Global 200 (Billboard)           | 8              |
| Honduras (Monitor Latino)        | 7              |
| México (Billboard)               | 3              |
| Mexico Streaming (AMPROFON)      | 6              |
| Nicaragua (Monitor Latino)       | 17             |
| Perú (Billboard)                 | 3              |
| Portugal (AFP)                   | 18             |

## Certificaciones
| País   | Organismo certificador | Certificación | Ventas certificadas | Ref.   |
| ------ | ---------------------- | ------------- | ------------------- | ------ |
| España | PROMUSICAE             | Platino       | 60 000              | [ 23 ] |